# Chenelière Éducation
Chenelière Éducation est une société québécoise spécialisée dans l’édition de livres et manuels scolaires francophones dans le domaine de l’éducation, du préscolaire à l’université. L'entreprise dont le siège social est situé à Montréal au Québec (Canada) est fondée en 1984 par Michel de la Chenelière. Depuis 2006, c’est une filiale de la société québécoise Transcontinental.

## Activités
- 1984 : Fondation de la maison d’édition Les Éditions de la Chenelière par Michel de la Chenelière.
- 1995 : Acquisition de McGraw-Hill Éditeur (filiale montréalaise de l’entreprise McGraw-Hill rachetée et fusionnée avec S&P Global en 2013).
- 2003 : Changement de nom: Les Éditions de la Chenelière remplacé par Chenelière Éducation. Acquisition de Gaëtan Morin Éditeur[1] et de Publications Graficor.
- 2005 : Acquisition de Beauchemin Éditeur[2].
- 2006 : Michel de la Chenelière vend Chenelière Éducation à Transcontinental[3].